# Tanarthrus
Tanarthrus es un género de escarabajos de la familia Anthicidae. Se encuentran en la región Neártica. En 1851 J. L. LeConte identificó un espécimen de la primera especie de este género, T. salinus, en el desierto de Colorado (Estados Unidos). En años posteriores reclasificó Anthicus alutaceus como Tanarthrus alutaceus y agregó también a Tanarthrus salinus. En 1895 y 1906 las revisiones de T. L. Casey y H. F. Wickham completaron la lista de especies pertenecientes a este género:
- Tanarthrus alutaceus
- Tanarthrus andrewsi
- Tanarthrus brevipennis
- Tanarthrus cochisus
- Tanarthrus coruscus
- Tanarthrus densus
- Tanarthrus eximius
- Tanarthrus inhabilis
- Tanarthrus inyo
- Tanarthrus iselini
- Tanarthrus nubifer
- Tanarthrus occidentalis
- Tanarthrus quitobaquito
- Tanarthrus salicola
- Tanarthrus salinus
- Tanarthrus tartarus
- Tanarthrus tricolor
- Tanarthrus vafer